# Цветково (Черкасская область)
Цветко́во (укр. Цвіткове) — посёлок в Городищенском районе Черкасской области Украины.
Центр поселкового совета.

## Географическое положение
Населённый пункт расположен в юго-восточной части Приднепровской возвышенности за 21 км от районного центра — города Городище. Площадь — 291,67 га, из них сельхозугодий — 140,57 га.

## История
Станция и посёлок названы по фамилии помещика, который владел окружающими землями — Цветкова Митрофана Антоновича. Известно, что железная дорога Знаменка — Фастов через Цветково была сдана в эксплуатацию в 1876 году. В этом же году были построены помещения станции, маленькое депо и четыре жилых дома. С 1913 года Цветково — узловая станция.
В 1906 году в Цветково произошло вооружённое выступление рабочих станции и крестьян Калиновки, которое возглавил рабочий П. Я. Яблунивский. Выступление было подавлено. Его участники арестованы.
С 1918 года в степи у путей начинают вырастать дома железнодорожников, поступивших работать на станцию. Так образовался хутор Свобода Калиновского сельсовета.
В 1923 году открылась начальная школа, в 1927 году — семилетка.
В Великой Отечественной войне принимали участие 60 жителей села, 34 из них погибли, 42 были отмечены правительственными наградами, среди них Портной Иван Потапович — кавалер орденов: Красной Звезды, Отечественной войны, Богдана Хмельницкого, награждённый медалью «За оборону Ленинграда». В боях за посёлок погибло 56 воинов, останки которых перенесены в братскую могилу, а погибшим цветковчанам установлен обелиск Славы.
В январе 1989 года численность населения составляла 1404 человека.
В послевоенное время население хутора Свобода возрастало, и 22 октября 1960 года его преобразовали в рабочий посёлок Цветково.
В 2003 году в связи с введением в эксплуатацию скоростного движения на магистрали Киев — Днепропетровск была проведена реконструкция станции и близлежащих территорий, построено новое современное помещение вокзала.
В 2005—2006 годах посёлок был газифицирован.
На 1 января 2013 года численность населения составляла 1272 человека.

## Современность
На территории посёлка работает средняя школа, построенная в 1965 году, где учится 159 детей, детский сад на 40 мест, центр культуры и досуги, железнодорожная амбулатория, аптека, отделение связи и филиал Сберегательного банка. Работают два частных магазина, а также восемь организаций Одесской железной дороги, самые большие с них — станция Цветково и ПМС-129.

## Транспорт
Железнодорожный узел.